# Mangham (Louisiane)
Mangham est un village de la paroisse de Richland, dans l'État de Louisiane, aux États-Unis. En 2020, elle compte une population de 672 habitants.

## Démographie
Lors du recensement de 2010, la ville comptait une population de 672 habitants, tandis qu'en 2020, elle s'élève à 624 habitants.